# WNS
A WNS zenekar 2005-ben alakult Pécsett. A három gimnazista fiú garázs-zenekarából lett a budapesti alternatív klubvilág tagja. A funky, a rock, a pop és a jazz egy sajátos hangzásvilággá egyesül a zenéjükben.

## Tagok
- (2005) Fülöp Bence – basszusgitár
- (2005) Menyhei Ádám – billentyűs hangszerek, ének
- (2006) Plesz Barbara – ének, vokál
- (2009) Homola Dániel – gitár
- (2010) Hollé Maximilian – dob

## Története
2005-ben Pécsett három gimnazista fiú kezdett rendszeresen együtt zenélgetni, csatlakozott hozzájuk még egy, aztán egy jó hangú lány. A mai felállás 2010 nyarán alakult ki számos tagcserét követően. Amikor a Pécsi Ifjúsági Központ 2006-ban kezdő zenekaroknak biztosított alkalmat a nagyközönség előtti bemutatkozásra, az együttesnek volt gitárosa, basszusgitárosa, billentyűse, énekese és dobosa, de neve még nem. A kapott lehetőség kihasználásának ez volt az egyetlen feltétele, tulajdonképpen egyik napról a másikra voltak kénytelenek kitalálni egy nevet – azelőtt nem foglalkoztak ilyen formaságokkal. Hosszas ötletelés után egyikőjük így szólt: „És amúgy miért pont szerdán játszunk?! Mi lesz ez: egy kis Wednesday night special?” Ezen akkor jót nevettek, de név végül rajtuk ragadt. Ma már csak WNS-ként emlegetik őket.
Idővel bekerültek a pécsi könnyűzenei élet forgatagába. Sokat koncerteztek az akkori Déli Sarkban, a Café Dantéban, az Pécsi Est Caféban. 2008-ban felléptek a Művészetek Völgye Gástya árok színpadán is. A zenekar székhelye 2009 szeptemberében került át Budapestre, a Keleti Blokk Művészeti Központban próbálnak heti rendszerességgel. A fővárosi könnyűzenét kedvelő közönség gyakran találkozhat velük a Cöxponban, a Pótkulcsban és a Tűzraktérben. 2010-ben a Magyar Dal Napja alkalmából a Dallamos Villamos utasai is meghallgathatták legújabb dalaikat a Fehérvári út megállótól a Moszkva térig nyúló útvonalon kétszer is – direkt erre az alkalomra írták BKV című dalt. Legnagyobb koncertjüket 2010 júliusában az A38 Hajón tartották.

## Stílusa
A mai hangzásvilág kialakulásában nagy szerepet játszott, hogy 2008-ban csatlakozott a WNS-hez Restás Gergő, aki pár évvel idősebb volt a társaság tagjainál, és ütős hangszereken akkor és korábban is több komoly zenekarban játszott már.  Abban az évben gitáros nélkül játszottak, és az addigi feldolgozásokat háttérbe szorítva egyre több új dalt írtak, egyre inkább – az akkor főként még tág baráti társaságból álló – közönség felé fordulva, kerülve az öncélú zenélést.
Stílusukat az adja, hogy mai tagok egyenként mind másféle zenét szeretnek hallgatni. Így amikor együtt játszanak, keverednek a klasszikus, rockos, bluesos, folkos, jazzes elemek. Ez a fajta sokszínűség egyszerre pozitívum és negatívum a zeneírás, próbálás során, mert nem könnyű megtalálni azt a vonalat, amelyet mindenki egyformán magáénak érez. Amikor viszont sikerül, akkor nagyon eredeti és izgalmas zene születik, ami a WNS egyediségét adja. Évek óta minden nyáron kiköltöznek egy vidéki kulcsos házba pár napra, ahol csak zenélnek, és új dalokat írnak – stílusuk formálódásában ezek a hosszú hétvégék is meghatározók.

## Lemezek
- 2007 The best is still to come

1 – The Best is Still To Come
2 – ACD
3 – Szívörvény
4 – Mozdulj Már
5 – Here I Am
6 – Leave Me Alone
- 2009 Demo

1 – Wellness
2 – Zsófi
3 – Szívörvény
4 – Ők Táncolnak Mi Zenélünk
5 – Here I Am
6 – First Class Lady
- 2010 A Hold napos oldalán

1 – A Hold Napos Oldalán
2 – Resti
3 – Népdal
4 – Ők Táncolnak, Mi Zenélünk
5 – Wellness
6 – Szerelemtangó
- 2011 All about the melody

## Lásd még
- Pécs kulturális élete
- Könnyűzene Pécsen